# 김우룡 (언론인)
김우룡(金寓龍, 1943년 7월 18일 ~ )은 대한민국의 언론인이자 한국외국어대학교 언론정보학부 명예교수이다. 본관은 함창.

## 개요
1943년 7월 18일 일본에서 출생했으며, 1961년 중앙고등학교를 졸업하고, 고려대학교 영문학과에 입학하여 1966년 학사학위를 받았다. 1973년 서울대학교 신문대학원에서 매스컴 석사학위를 수료하였으며, 1987년 고려대학교 대학원에서 언론학 박사 학위를 받았다.
1966년 MBC PD로 입사하였고, 1992년 한국외국어대학교 사회과학대학 언론정보학부 교수로 임용되었다.
2006년 한나라당 추천으로 제3기 방송위원회 위원이 되었다.
2008년 9월 30일 출범한 뉴라이트 계열의 언론감시기구인 공정언론시민연대 고문을 역임하였고, 2009년 4월 미디어발전 국민위원회 공동위원장을 역임하였다.
2009년 7월 31일 방송문화진흥회의 이사로 선임되었다. 2010년 3월 19일 자진사퇴했다.

## 언론관

### 국정 홍보
2006년 12월 7일 동아일보의 시론 《사이비 관영언론 왜 만드나》를 통해 '국정브리핑'이라는 관영 언론이 존재할 이유가 없다며 비판했다. 그는 이 글에서 정치권력으로부터의 독립하여야 할 것을 주장하였다. 또한 국정브리핑도 언론으로서의 법적 책임을 지게한 문화관광부의 유권해석을 환영하며, "사이비 언론, 관영 미디어가 나라를 병들게 하고 있다"고 주장하였다.

### MBC 민영화
2008년 7월 29일 뉴라이트방송통신 정책센터가 한국프레스센터에서 개최한 《MBC 위상정립 방안》 토론회에서 〈MBC 민영화의 허실〉이라는 주제문을 발표하였다. 그는 이 주제문에서 "공영방송은 원칙적으로 수신료 재원을 주수입으로 해야 하는데 MBC는 100% 광고 수입에 의존하고 있으며 MBC 주식의 70%를 갖고 있는 방송문화진흥회가 운영 주체로서의 역할을 못하고 있다."고 주장을 하였다. 또한 그는 "9명의 이사진 구성은 여야의 정치적 산물로 스스로 정치적 예속을 벗어나기 어려운 구조로 돼 있다”고 주장하였다.
또한 MBC의 민영화 방안으로는 MBC 지역방송사 매각→매각 대금으로 방문진이 박근혜 대표가 실질적 대표인 정수장학회 지분 인수→방문진 주식의 70%를 국민(60%)과 직원(10%)에게 매각하는 방식을 제안 하였다.

### MBC 방송장악 및 관련발언
김우룡은 2010년 3월 17일 발간된 신동아 4월호 기사에서 "MBC 내의 '좌빨' 80%는 척결했다"는 발언을 하였다. 그리고 새로운 MBC사장 김재철을 거론하며 그는 "(내가) 청소부 역할을 해라(하니까). 그러니까 김재철은 청소부 역할을 한 거"라며 "이번 인사는 김재철 사장(혼자 한) 인사가 아니다"며 "큰집도 (김 사장을)불러다가 '쪼인트' 까고 매도 맞고 해서 (만들어진 인사)"라면서 "말귀 잘 알아듣고 말 잘듣는 게 첫 번째 기준"이라며 사장 선임 배경을 밝혔다.
또한 자신(방송문화진흥회 이사장)과 '큰집'으로 지칭된 권력기관이 MBC 인선과 MBC 전사장 엄기영씨 사퇴를 조종했음을 시인했다.
이 발언을 두고 상당수의 언론매체들은 김우룡이 정부의 방송장악을 주도했음을 비판하였다. 보수언론도 이에 가세하였으나 동아일보는 침묵했다. 전국언론노조 MBC 본부는 3월 17일 자정 비대위 특보를 내 "이를 통해 공영 방송의 적들이 그렇게 부인했던 세 가지 사실이 만천하에 드러났다"며 "이명박 정권의 MBC 장악 시나리오는 청와대의 총괄 지휘 아래 이뤄졌다는 것, 김우룡과 방문진은 정권의 꼭두각시에 불과했다는 것, 김재철은 정권의 지시에 따라 빗자루 춤을 춘 청소부에 불과했다는 것"이라고 지적했다. 김우룡은 이후 3월 19일 방송문화진흥회 이사직을 자진사퇴하였다.

## 같이 보기
- 공정언론시민연대